# کلاین شوشتن
کلاین شوشتن (به آلمانی: Klein Schwechten) یک منطقهٔ مسکونی در آلمان است که در روخاو واقع شده‌است. کلاین شوشتن ۴۹۳ نفر جمعیت دارد.